# Province de Ngozi
La province de Ngozi est une des 18 provinces du Burundi. Sa capitale est Ngozi.
Le président Pierre Nkurunziza est né dans la province.